# フランクリンズ・ガーデンズ
フランクリンズ・ガーデンズ(Franklin's Gardens)は、イングランド、ノーサンプトンシャー州ノーサンプトンにある多目的スタジアム。主にラグビーユニオンの試合で使用されておりノーサンプトン・セインツのホームスタジアムとなっている。キャパシティ13,591人。

## 概要
1880年、スタジアムオープン以来ノーサンプトン・セインツがホームとして使用している。

## スタンド
テトリーズ・スタンド (Tetleys Stand)、1層構造の6,000人収容スタンド。19のボックス席がある。
ザ・バーダ・スタンド (The Burrda Stand, South Stand)、2005年にスタンド改修。この改修により、収容人数が12,100から13,591へと増えている。
チャーチズ・スタンド (Church's Stand)、全面座席のスタンド。
スタートリッジ・パヴィリオン (Sturtridge Pavilion, North Stand)、将来スタンド改修予定。

## ギャラリー

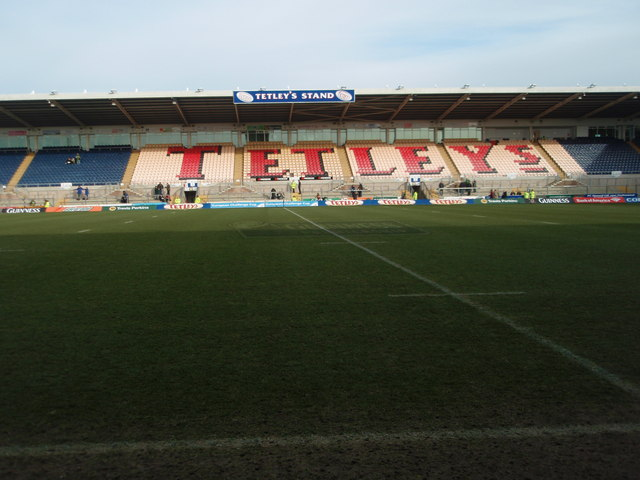
Tetleys Stand
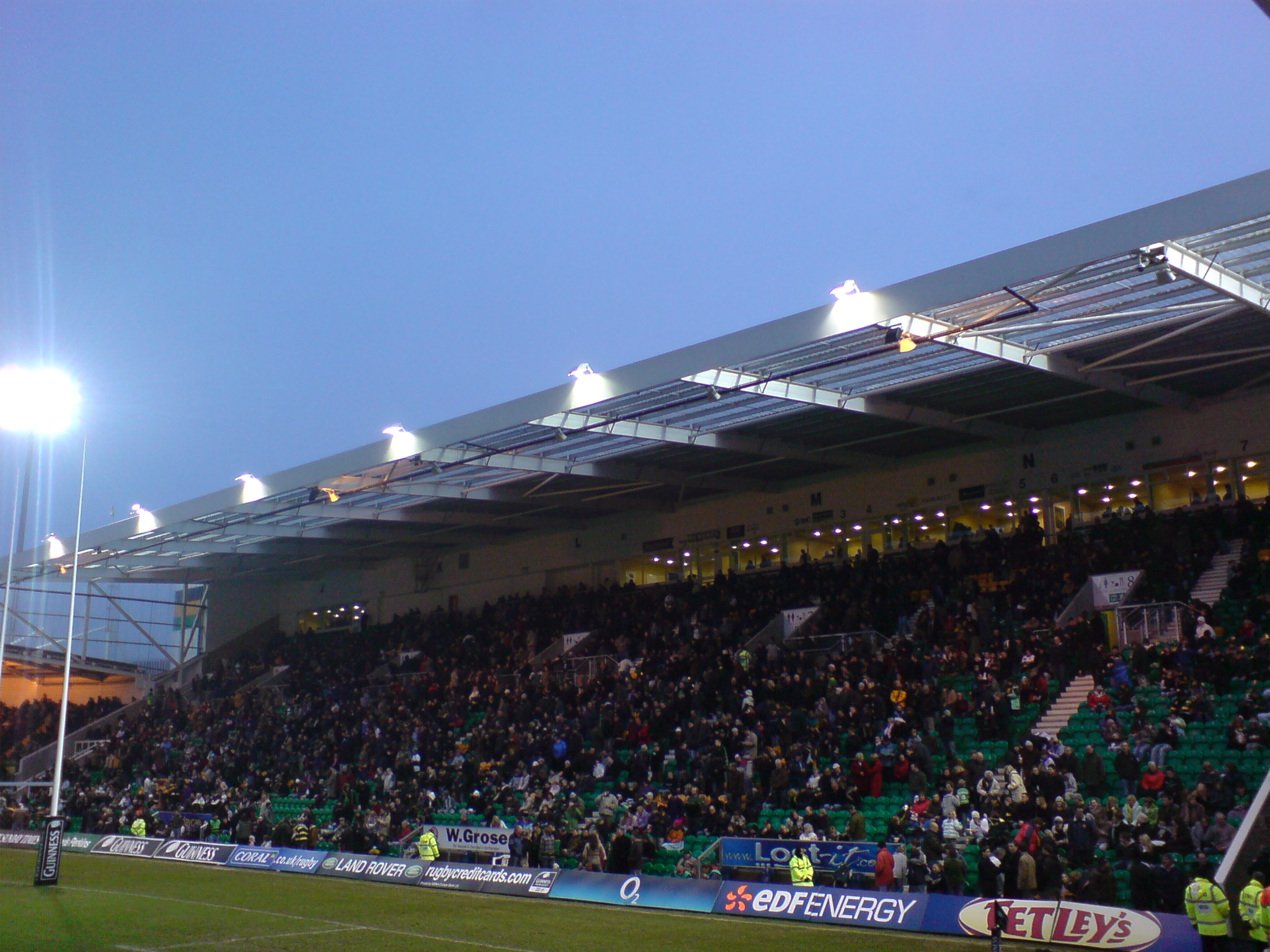
The Burrda Stand
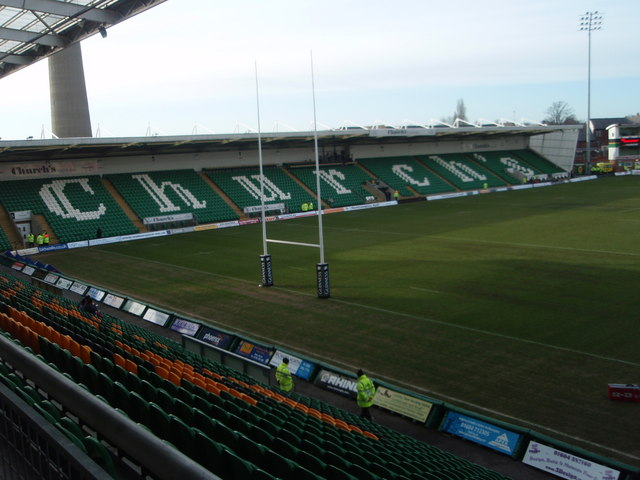
Church's Stand
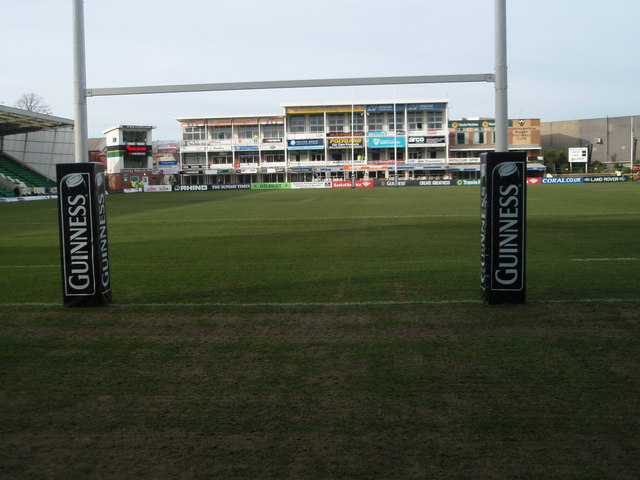
Sturtridge Pavilion